# Bathyomphalus
Bathyomphalus is een monotypisch geslacht van weekdieren uit de familie van de Planorbidae.

## Soorten
- Bathyomphalus contortus (Linnaeus, 1758) (Riempje)